# Argentinas Grand Prix 1980
Argentinas Grand Prix 1980 var det första av 14 lopp ingående i formel 1-VM 1980.  

## Resultat
1. Alan Jones, Williams-Ford, 9 poäng
2. Nelson Piquet, Brabham-Ford, 6
3. Keke Rosberg, Fittipaldi-Ford, 4
4. Derek Daly, Tyrrell-Ford, 3
5. Bruno Giacomelli, Alfa Romeo, 2
6. Alain Prost, McLaren-Ford, 1
7. Ricardo Zunino, Brabham-Ford

### Förare som bröt loppet
- Patrick Depailler, Alfa Romeo (varv 46, motor)
- Jody Scheckter, Ferrari (45, motor)
- Clay Regazzoni, Ensign-Ford (44, för få varv)
- Emerson Fittipaldi, Fittipaldi-Ford (37, för få varv)
- Gilles Villeneuve, Ferrari (36, olycka)
- Jacques Laffite, Ligier-Ford (30, motor)
- Riccardo Patrese, Arrows-Ford (27, motor)
- Marc Surer, ATS-Ford (27, brand)
- Mario Andretti, Lotus-Ford (20, bränslesystem)
- Jochen Mass, Arrows-Ford (20, växellåda)
- Carlos Reutemann, Williams-Ford (12, motor)
- Elio de Angelis, Lotus-Ford (7, upphängning)
- John Watson, McLaren-Ford (5, växellåda)
- Jean-Pierre Jabouille, Renault (3, växellåda)
- René Arnoux, Renault (2, upphängning)
- Didier Pironi, Ligier-Ford (1, motor)
- Jean-Pierre Jarier, Tyrrell-Ford (1, kollision)

### Förare som ej kvalificerade sig
- Dave Kennedy, Shadow-Ford
- Stefan "Lill-Lövis" Johansson, Shadow-Ford
- Jan Lammers, ATS-Ford
- Eddie Cheever, Osella-Ford